# Sarothromerus aranda
Sarothromerus aranda är en skalbaggsart som beskrevs av Peter Geoffrey Allsopp 1989. Sarothromerus aranda ingår i släktet Sarothromerus och familjen Melolonthidae. Inga underarter finns listade i Catalogue of Life.